# Volleyball Casalmaggiore 2021-2022
Questa voce raccoglie le informazioni riguardanti il Volleyball Casalmaggiore nelle competizioni ufficiali della stagione 2021-2022.

## Stagione
Nella stagione 2021-22 il Volleyball Casalmaggiore assume la denominazione sponsorizzata di Vbc Trasporti Pesanti Casalmaggiore.
Partecipa per la nona volta alla Serie A1; chiude la regular season di campionato all'undicesimo posto in classifica, non qualificandosi per i play-off scudetto.

## Organigramma societario
Area direttiva
- Presidente: Massimo Boselli

Area tecnica
- Allenatore: Martino Volpini
- Allenatore in seconda: Tommaso Zagni
- Assistente allenatore: Michele Moroni

## Rosa
| N° | Nome              | Ruolo | Data di nascita   | Nazionalità sportiva |
| -- | ----------------- | ----- | ----------------- | -------------------- |
| 1  | Martina Ferrara   | L     | 28 gennaio 1999   | Italia               |
| 2  | Ellen Braga       | S     | 12 giugno 1991    | Brasile              |
| 3  | Marta Bechis      | P     | 4 settembre 1989  | Italia               |
| 6  | Linda Mangani     | S     | 16 febbraio 2000  | Italia               |
| 7  | Luna Carocci      | L     | 10 luglio 1988    | Italia               |
| 8  | Ludovica Guidi    | C     | 17 dicembre 1992  | Italia               |
| 9  | M'kaela White     | C     | 5 gennaio 1998    | Stati Uniti          |
| 10 | Adhuoljok Malual  | O     | 14 novembre 2000  | Italia               |
| 11 | Jana Ščerban'     | S     | 6 settembre 1989  | Russia               |
| 13 | Kinga Szűcs       | S     | 8 giugno 1993     | Ungheria             |
| 16 | Katerina Zhidkova | O     | 28 settembre 1989 | Azerbaigian          |
| 17 | Erica Di Maulo    | P     | 19 settembre 1997 | Italia               |
| 18 | Marina Zambelli   | C     | 1º gennaio 1990   | Italia               |
| 71 | Polina Rahimova   | O     | 5 giugno 1990     | Azerbaigian          |

## Mercato
| Acquisti | Acquisti          | Acquisti            | Acquisti   |
| R.       | Nome              | da                  | Modalità   |
| -------- | ----------------- | ------------------- | ---------- |
| P        | Marta Bechis      | Millenium Brescia   | definitivo |
| S        | Ellen Braga       | Çan Gençlik Kale    | definitivo |
| L        | Luna Carocci      | Savino Del Bene     | definitivo |
| P        | Erica Di Maulo    | Hämeenlinnan        | definitivo |
| L        | Martina Ferrara   | Cutrofiano          | definitivo |
| O        | Adhuoljok Malual  | Academy Sassuolo    | definitivo |
| S        | Linda Mangani     | Montecchio Maggiore | definitivo |
| C        | Ludovica Guidi    | Olimpia Teodora     | definitivo |
| O        | Polina Rahimova   | Bauru               | definitivo |
| S        | Jana Ščerban'     | Dinamo Mosca        | definitivo |
| S        | Kinga Szűcs       | Kaposvári           | definitivo |
| C        | M'kaela White     | Viesti Salo         | definitivo |
| C        | Marina Zambelli   | Chieri '76          | definitivo |
| O        | Katerina Zhidkova | Békéscsabai         | definitivo |

| Cessioni | Cessioni              | Cessioni              | Cessioni   |
| R.       | Nome                  | a                     | Modalità   |
| -------- | --------------------- | --------------------- | ---------- |
| S        | Kara Bajema           | Developres Rzeszów    | definitivo |
| P        | Francesca Bonciani    | San Casciano          | definitivo |
| C        | Michela Ciarrocchi    | Millenium Brescia     | definitivo |
| L        | Marianna Maggipinto   | Talmassons            | definitivo |
| P        | Ananda Marinho        | -                     | ritirata   |
| C        | Laura Melandri        | Wealth Planet Perugia | definitivo |
| O        | Rosamaria Montibeller | AGIL                  | definitivo |
| S        | Dayana Kosareva       | Megavolley            | definitivo |
| S        | Laura Partenio        | Venelles              | definitivo |
| L        | Immacolata Sirressi   | Wealth Planet Perugia | definitivo |
| C        | Federica Stufi        | Cuneo Granda          | definitivo |
| O        | Tereza Vanžurová      | ?                     | definitivo |
| O        | Katerina Zhidkova     | Muratpaşa             | definitivo |

## Risultati

### Serie A1

#### Girone di andata
| 1ª giornata - 10 ottobre 2021 PalaRadi, Cremona              | Casalmaggiore         | 3 - 0 | Savino Del Bene | 25-22, 25-23, 27-25        |
| 2ª giornata - 17 ottobre 2021 PalaTerdoppio, Novara          | AGIL                  | 3 - 0 | Casalmaggiore   | 25-18, 25-21, 25-11        |
| 3ª giornata - 20 ottobre 2021 Palazzo dello Sport, Roma      | Roma Club             | 1 - 3 | Casalmaggiore   | 24-26, 18-25, 25-23, 21-25 |
| 4ª giornata - 24 ottobre 2021 PalaRadi, Cremona              | Casalmaggiore         | 0 - 3 | Imoco           | 15-25, 23-25, 23-25        |
| 5ª giornata - 31 ottobre 2021 PalaRadi, Cremona              | Casalmaggiore         | 0 - 3 | Bergamo 1991    | 20-25, 15-25, 22-25        |
| 6ª giornata - 6 novembre 2021 PalaWanny, Firenze             | San Casciano          | 3 - 0 | Casalmaggiore   | 25-17, 25-18, 27-25        |
| 7ª giornata - 13 novembre 2021 PalaRadi, Cremona             | Casalmaggiore         | 3 - 0 | Megavolley      | 25-23, 25-22, 25-22        |
| 8ª giornata - 20 novembre 2021 Palazzetto dello Sport, Monza | Pro Victoria          | 3 - 0 | Casalmaggiore   | 25-20, 25-17, 25-18        |
| 9ª giornata - 28 novembre 2021 PalaSanbapolis, Trento        | Trentino Rosa         | 0 - 3 | Casalmaggiore   | 20-25, 16-25, 21-25        |
| 10ª giornata - 5 dicembre 2021 PalaRadi, Cremona             | Casalmaggiore         | 1 - 3 | Cuneo Granda    | 24-26, 26-24, 17-25, 23-25 |
| 11ª giornata - 12 dicembre 2021 PalaMaddalene, Chieri        | Chieri '76            | 3 - 0 | Casalmaggiore   | 25-21, 25-16, 25-22        |
| 12ª giornata - 19 dicembre 2021 PalaRadi, Cremona            | Casalmaggiore         | 1 - 3 | UYBA            | 14-25, 25-22, 16-25, 19-25 |
| 13ª giornata - 17 marzo 2022 PalaEvangelisti, Perugia        | Wealth Planet Perugia | 3 - 0 | Casalmaggiore   | 25-22, 25-19, 25-16        |

#### Girone di ritorno
| 14ª giornata - 19 gennaio 2022 Palazzetto dello Sport, Scandicci | Savino Del Bene | 3 - 0 | Casalmaggiore         | 25-20, 25-19, 25-15               |
| 15ª giornata - 15 gennaio 2022 PalaRadi, Cremona                 | Casalmaggiore   | 0 - 3 | AGIL                  | 18-25, 20-25, 12-25               |
| 16ª giornata - 22 gennaio 2022 PalaRadi, Cremona                 | Casalmaggiore   | 2 - 3 | Roma Club             | 25-22, 29-31, 25-18, 19-25, 9-15  |
| 17ª giornata - 30 gennaio 2022 PalaVerde, Villorba               | Imoco           | 3 - 0 | Casalmaggiore         | 25-16, 25-23, 25-18               |
| 18ª giornata - 6 febbraio 2022 Palazzetto dello sport, Bergamo   | Bergamo 1991    | 2 - 3 | Casalmaggiore         | 25-23, 25-22, 24-26, 22-25, 12-15 |
| 19ª giornata - 12 febbraio 2022 PalaRadi, Cremona                | Casalmaggiore   | 2 - 3 | San Casciano          | 26-24, 25-22, 20-25, 17-25, 10-15 |
| 20ª giornata - 20 febbraio 2022 PalaCarneroli, Urbino            | Megavolley      | 3 - 0 | Casalmaggiore         | 25-15, 25-20, 25-15               |
| 21ª giornata - 26 febbraio 2022 PalaRadi, Cremona                | Casalmaggiore   | 3 - 2 | Pro Victoria          | 27-25, 26-24, 18-25, 22-25, 15-12 |
| 22ª giornata - 6 marzo 2022 PalaRadi, Cremona                    | Casalmaggiore   | 2 - 3 | Trentino Rosa         | 25-18, 25-21, 22-25, 18-25, 10-15 |
| 23ª giornata - 13 marzo 2022 PalaCastagnaretta, Cuneo            | Cuneo Granda    | 3 - 0 | Casalmaggiore         | 25-15, 25-12, 25-22               |
| 24ª giornata - 20 marzo 2022 PalaRadi, Cremona                   | Casalmaggiore   | 1 - 3 | Chieri '76            | 16-25, 26-28, 25-21, 23-25        |
| 25ª giornata - 27 marzo 2022 PalaPiantanida, Busto Arsizio       | UYBA            | 2 - 3 | Casalmaggiore         | 24-26, 26-24, 25-18, 15-25, 15-17 |
| 26ª giornata - 2 aprile 2022 PalaRadi, Cremona                   | Casalmaggiore   | 2 - 3 | Wealth Planet Perugia | 25-21, 15-25, 25-21, 22-25, 16-18 |

## Statistiche

### Statistiche di squadra
| Competizione | Punti | In casa | In casa | In casa | In trasferta | In trasferta | In trasferta | Totale | Totale | Totale |
| Competizione | Punti | G       | V       | P       | G            | V            | P            | G      | V      | P      |
| ------------ | ----- | ------- | ------- | ------- | ------------ | ------------ | ------------ | ------ | ------ | ------ |
| Serie A1     | 22    | 13      | 3       | 10      | 13           | 4            | 9            | 26     | 7      | 19     |
| Totale       | -     | 13      | 3       | 10      | 13           | 4            | 9            | 26     | 7      | 19     |

G = partite giocate; V = partite vinte; P = partite perse

### Statistiche dei giocatori
| Giocatore   | Serie A1 | Serie A1 | Serie A1 | Serie A1 | Serie A1 | Totale | Totale | Totale | Totale | Totale |
| Giocatore   | P        | PT       | AV       | MV       | BV       | P      | PT     | AV     | MV     | BV     |
| ----------- | -------- | -------- | -------- | -------- | -------- | ------ | ------ | ------ | ------ | ------ |
| M. Bechis   | 25       | 47       | 27       | 12       | 8        | 25     | 47     | 27     | 12     | 8      |
| E. Braga    | 25       | 275      | 242      | 16       | 18       | 25     | 275    | 242    | 16     | 18     |
| L. Carocci  | 26       | 0        | 0        | 0        | 0        | 26     | 0      | 0      | 0      | 0      |
| E. Di Maulo | 21       | 22       | 16       | 3        | 3        | 21     | 22     | 16     | 3      | 3      |
| M. Ferrara  | 19       | 0        | 0        | 0        | 0        | 19     | 0      | 0      | 0      | 0      |
| L. Guidi    | 25       | 103      | 69       | 24       | 10       | 25     | 103    | 69     | 24     | 10     |
| A. Malual   | 25       | 226      | 184      | 35       | 7        | 25     | 226    | 184    | 35     | 7      |
| L. Mangani  | 22       | 28       | 18       | 2        | 8        | 22     | 28     | 18     | 2      | 8      |
| P. Rahimova | 13       | 149      | 132      | 11       | 6        | 13     | 149    | 132    | 11     | 6      |
| J. Ščerban' | 26       | 337      | 312      | 17       | 9        | 26     | 337    | 312    | 17     | 9      |
| K. Szűcs    | 26       | 40       | 35       | 2        | 3        | 26     | 40     | 35     | 2      | 3      |
| M. White    | 22       | 72       | 46       | 18       | 8        | 22     | 72     | 46     | 18     | 8      |
| M. Zambelli | 23       | 122      | 100      | 19       | 3        | 23     | 122    | 100    | 19     | 3      |
| K. Zhidkova | 3        | 19       | 19       | 0        | 0        | 3      | 19     | 19     | 0      | 0      |

P = presenze; PT = punti totali; AV = attacchi vincenti; MV = muri vincenti; BV = battute vincenti